# Sokola Dąbrowa
Sokola Dąbrowa – wieś w Polsce położona w województwie lubuskim, w powiecie międzyrzeckim, w gminie Bledzew.

## Nazwa
Słownik geograficzny Królestwa Polskiego notuje miejscowość po dwiema nazwami polską Sokola Dąbrowa oraz niemiecką Falkenwalde. Podaje także trzy inne będące spolonizowanymi wersjami nazwy niemieckiej: Fajold, Fajałd i Fajałdy.
Odnotowana w 1259 "Socola dambroa", 1269 "nemus Socola dambrova", 1287 "Socula dambrica", 1312 "villa Valkenwalde", 1402 "bey dem falkenwaldischen wege", 1424 "Falkenwalde, Falkinvolde", 1433 "Walkwald", 1489 "Wakywalder, Valkyevalder, Walkywalder, Chwadvalde", 1508 "Falkyewalde", 1509 "Falkyevalde", 1510 "Falkyemwolde", 1532 "Falkenkalden", 1546 "Falkienwolde", 1563 "Falcfalde", 1564/65 "Falkwald", 1577 "Falckfelth", 1589 "Fagfalt", 1944 "Falkenwald" .
Niemiecka nazwa Valkenwalde po raz pierwszy pojawia się w 1312. Pierwotna polska nazwa Sokola Dąbrowa została zgermanizowana na niemiecka nazwę „Valkenwalde”, która później została spolszczona na „Fafałda”. Istnieje też niepopularna wśród historyków teoria, że wieś nazywała się wcześniej „Ponikwa”, ale nazwa ta wiązana jest z sąsiednią Nową Wsią, a Sokola Dąbrowa była po prostu leżącym obok niej gajem .

## Historia
Wieś historycznie związana jest z Wielkopolską oraz przejściowo z Brandenburgią. Istnieje co najmniej od XIII wieku posiadając średniowieczną metrykę. Po raz pierwszy wzmiankowana w łacińskim dokumencie z 1259, kiedy to Bodzenty oraz Nasal synowie Jana kasztelana międzyrzeckiego w imieniu księcia wielkopolskiego Władysława Odonica nadali cystersom z Dobrego Ługu (Neu-Dobrilugk) na Łużycach 500 łanów w Zemsku „circa rivulum et Socola dombrowa” (pol. "koło rzeki (Ponikwy) i Socolej dąbrowy"). Tak więc nazwa odnosi się do lasu zwanego "Sokolą Dąbrową" .
W 1269 Andrzej biskup poznański przydzielił miejscowym mnichom meszne z Zemska oraz dziesięcinę z 500 łanów quos locant vel locabunt in nemore quod Sokola dambrova nuncupatur. W 1259 książę wielkopolski Bolesław Pobożny potwierdził tę darowiznę, zezwalając cystersom na lokowanie na tym terenie wsi targowej i innych wsi oraz nadał im immunitet sądowy. W 1287 książę wielkopolski Przemysł II potwierdził darowizny Władysława Odonica oraz Bolesława Pobożnego nadające 500 łanów ziemi w pobliżu rzeki Ponikwy dla cystersów zemskich. W 1312 cystersi na życzenie margrafa brandenburskiego Waldemara, który najechał wówczas Wielkopolskę spisali ponownie przywilej potwierdzający własność swoich posiadłości, w którym po raz pierwszy pojawia się niemiecka nazwa Valkenwalde .
Miejscowość wspominały liczne historyczne dokumenty prawne, własnościowe i podatkowe. W 1460 król polski Kazimierz IV Jagiellończyk ustalił wymiar ciężarów i robocizny należnych zamkowi w Międzyrzeczu ze wsi klasztornych należących do opactwa w Bledzewie w tym z Sokolej Dąbrowy. W 1532 odnotowany został Walenty pleban wiejski będący w sporze z duchownym Piotrem Gorzyńskim. W 1547 plebanię w Sokolej Dąbrowie wakującą po śmierci plebana Wawrzyńca, otrzymał kapłan Marcin de Mosznicz. W 1545 opat bledzewski toczył spór sądowy z Zygmuntem Bukowieckim z Chyciny i Goruńska o granice między Bledzewem i Sokolą Dąbrową, a wsią Goruńsko .
Wieś duchowna Falckfald (Falckewalde), własność opata bledzewskiego, położona była w 1580 roku w powiecie poznańskim województwa poznańskiego w Koronie Królestwa Polskiego. W miejscowości znajdowało się wówczas 10,4 łana osadników, 12 zagrodników, 6 komorników, 2 rzemieślników, 1 pasterz wypasający 75 owiec. Słownik geograficzny Królestwa Polskiego notuje zachowane miejscowe księgi kościelne, które rozpoczynają się od 1661 roku, a także od 1640 fakt istnienia we wsi szkoły początkowej.
Do czasu rozbiorów miejscowość leżała w Rzeczypospolitej Obojga Narodów. Wskutek II rozbioru Polski w 1793 r., miejscowość przeszła pod władanie Prus i jak cała Wielkopolska znalazła się w zaborze pruskim. Po zwycięskim dla Polaków powstaniu wielkopolskim 1806 roku na mocy traktatu w Tylży z 7 lipca 1807 roku miejscowość wraz z całą Wielkopolską włączono do Księstwa Warszawskiego. W tym roku Napoleon Bonaparte nadał miejscowość generałowi Emanuelowi Grouchy, który posiadał ją do 1813. Po rozwiązaniu księstwa wieś ponownie znalazła się pod zaborem pruskim.
W okresie Wielkiego Księstwa Poznańskiego (1815–1848) miejscowość wzmiankowana jako Fafałdy należała do wsi większych w ówczesnym pruskim powiecie Międzyrzecz w rejencji poznańskiej. Fafałdy należały do okręgu starodworskiego tego powiatu i stanowiły część majątku Nowa Wieś, którego właścicielem był wówczas F. Ksawery Alkiewicz. Według spisu urzędowego z 1837 roku wieś liczyła 304 mieszkańców, którzy zamieszkiwali 33 dymy (domostwa).
Pod koniec XIX wieku jako wieś kościelną leżącą w powiecie międzychodzkim w dekanacie zbąszewskim odnotował miejscowość XIX wieczny Słownik geograficzny Królestwa Polskiego. Znajdowało się w niej wówczas 45 domów oraz 396 mieszkańców w tym 375 katolików, 20 protestantów oraz 1 izraelita. Liczyła ona w sumie 1482 hektarów w tym 861 roli, 10 łąk i 533 lasu. W 1925 roku liczyła 370 mieszkańców, w 1935 roku 459 mieszkańców, w 1941 roku 418 mieszkańców, a w 1947 roku 330 mieszkańców.
W latach 1975–1998 miejscowość administracyjnie należała do województwa gorzowskiego.

## Zabytki
Do wojewódzkiego rejestru zabytków wpisany jest:
- kościół parafialny pw. Wniebowzięcia Najświętszej Maryi Panny[10] zbudowano z drewna w 1312 roku. Kościół przetrwał do 1724 roku kiedy to opat bledzewski Alojzy Benedykt Gurowski wystawił nowy kościół, w miejsce którego w 1847 roku zbudowano nowy kościół w stylu neogotyckim, który konsekrował biskup poznański Jan Dąbrowski. Główny ołtarz w stylu barokowym pochodzi ze starego kościoła. Mensę ołtarza konsekrował 15 lipca 1902 roku arcybiskup poznański Edward Likowski. Ten kościół przetrwał do dziś. Ma powierzchnię 120 m² i mieści 600 osób.  23 kwietnia 2002 roku miał miejsce pożar wieży kościelnej. Pożar wywołało uderzenie pioruna. Doszczętnie spalona konstrukcja drewnianego zwieńczenia wieży została odbudowana w ciągu kilku następnych lat[11].